# Lensahn
Lensahn är en kommun i distriktet Ostholstein i Schleswig-Holstein. Orterna Brunskrug, Rosenhof, Rugenhandschen, Lensahnerhof, Johanneshof, Speckkaten, Petersdorf, Wahrendorf, Sipsdorf och Schanze ligger i kommunen.

## Lensahns historia
Det äldsta dokumentet som bevisar Lensahns existens går tillbaka till 1222, där namnet "Linsane" nämns i ett köpekontrakt och "Rotbertus de Linsane" nämns som vittne. Ortnamnet är av slaviskt ursprung och översätts med "invånare i det obebodda nya landet" . Försök att härleda ortnamnet från det lågtyska språket misslyckades. Det gamla namnet "Linsane" betecknar "ett fält som odlades med linfrö."  Byggandet av den gotiska bykyrkan i tegel började 1245 som en stiftelse av de Schauenburgska furstarna. En viss Eggert von Heesten är den första dokumenterade ägaren av Lensahn år 1440. Tio år senare, 1450, förvärvade Hartwig von Buchwald Lensahn, han efterträddes tio år senare av Mathias von Ratlau.
Flera pestepidemier nämns i kyrkböckerna och övergången till den lutherska tron bekräftas också från 1542, då reformationen i hertigdömet Lensahn intygar totalt 36 Hufe (tillsammans med Wendisch-Lensahn och Beschendorf).

### Herrgården Petersdorf
Godset Petersdorf ligger norr om kommunen Lensahn. Petersdorf uppstod under första hälften av 1500-talet genom en arvsdelning från godset Gneningen, som idag inte längre existerar. Herrgården fick sitt nuvarande utseende under baron Hans Detlef von Hammerstein. På godset odlas raps, vete och korn. Hela egendomen är ett byggnadsminne.

### Trettioåriga kriget
År 1622 göts klockan "Petrus", som än idag ringer i kyrktornet. Kejserliga trupper under 
Tilly plundrade och ödelade Lensahn 1628, som återigen fick en ny ägare 1633 i Detlef Ratlow zu Lensahn. Lensahn härjades återigen av en svensk ockupation 1643.

### 1700-talet
Det stora nordiska kriget (1700–1721) fick inga negativa konsekvenser för den då lilla byn.

### St Katharinen
Pastor Hartmann, som tillträdde 1760, förvandlade Lensahn till ett holsteinskt äktenskapsparadis och främjade samtidigt införandet av potatisen. År 1769 blev Koselau, Sebent, Lübbersdorf, Kuhof, Kremsdorf, Bollbrügge, Sütel och Sievershagen den storhertigliga familjens egendom (så kallade "yngre fideikommiss"). Hertig Peter Friedrich Ludwig lät 1795 grunda arbets- och industriskolor (hantverksundervisning för unga kvinnor) i Lensahn och Beschendorf. Som förberedelse för frigivningen ur livegenskapen lärde man ut praktiska färdigheter som spinning, stickning, stoppning, sömnad etc.
När livegenskapen upphörde i Lensahn 1798 grundade pastor Petersen ett ekonomiskt läsesällskap (dvs. en förening för anskaffning av specialiserad lantbrukslitteratur). Lantarbetarna blev tillfälliga arrendatorer och fick arrendekontrakt som exakt reglerade alla rättigheter och skyldigheter.

### 1800-talet
År 1828 grundades en Landwirtschaftlicher Verein i Lensahn, som senare blev Schleswig-Holsteinische Landwirtschaftliche Generalverein 1834. Från 1832 till 1848 främjades dessutom byggandet av motorvägen från Eutin till Lensahn. Under revolutionsåren 1848/1849 gjorde Schleswig-Holstein uppror mot den danska regeringen och ett stridskooperativ bildades i Lensahn. Det dröjde dock till efter det tyska kriget 1867 innan hertigdömena Schleswig och Holstein införlivades med kungariket Preussen. Införandet av allmän preussisk värnplikt på tre år ledde till ökad emigration till USA. 1890 grundades Lensahns frivilliga brandkår.

### 1900-talet

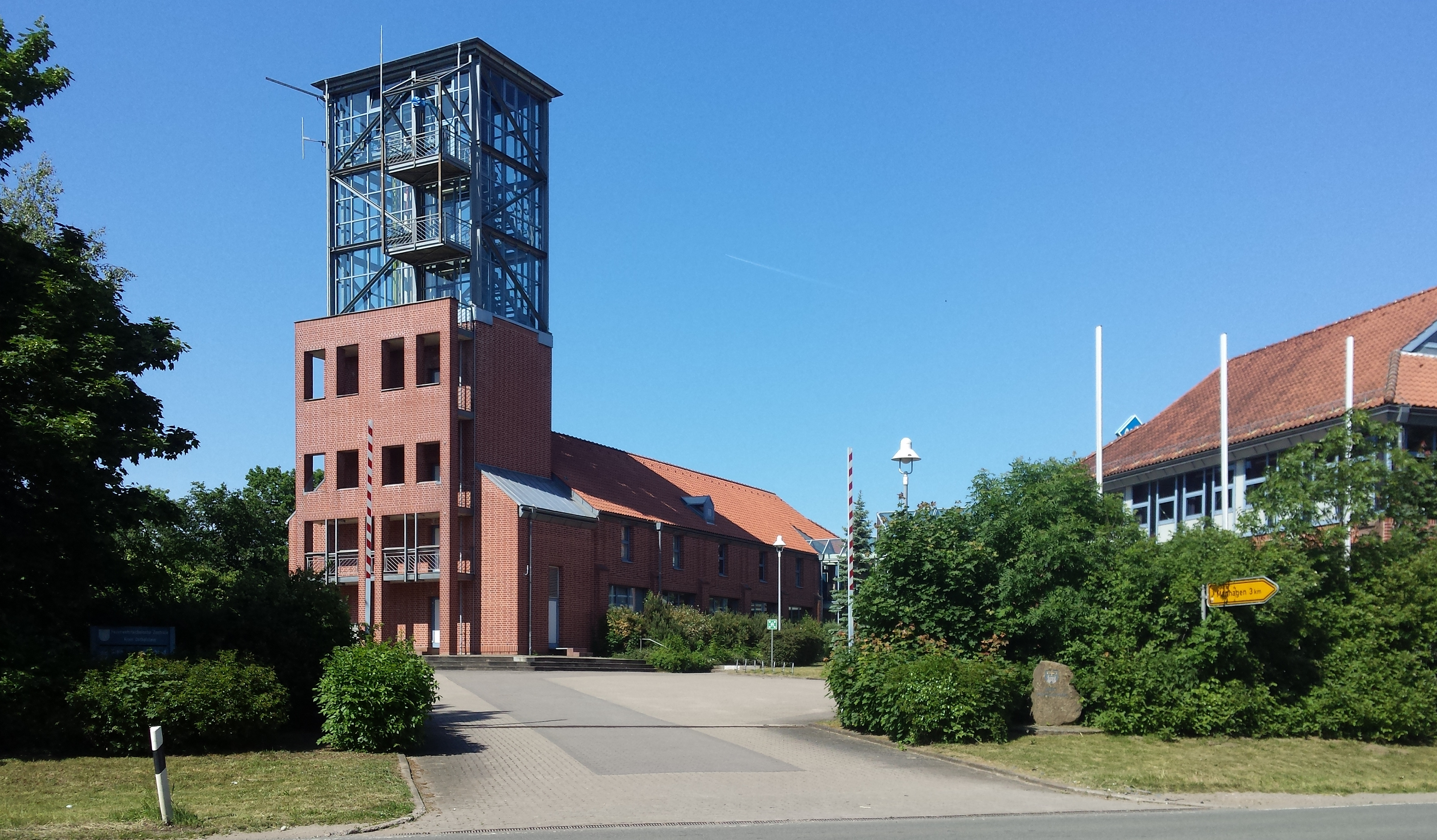
Brandkårens tekniska centrum i distriktet Ostholstein i Lensahn

Under Kapp-kuppen i mars 1920 inrättades en kommandantur i Lensahn under några dagar.
Gymnastik- och idrottsföreningen TSV Lensahn von 1924 e.V. grundades 1924. Dess sista årsmöte ägde rum 1940.
1945 upplöstes Lensahn Reichsgetreidehalle och den närliggande betmassefabriken i slutet av maj som en rustningsfabrik av GEMA (Nachrichtenmittelversuchskommando Kiel/Pelzerhaken, GEMA-Werke Berlin). I juni 1945 grundades Mechanische Werkstätten Lensahn (MWL), följt av Willisen-Apparatebau Gesellschaft (WILAG) som efterföljare (inklusive tillverkning av radioapparater, från 1946 i byggnader vid Grüner Hirsch) .
År 1946 återbildades TSV Lensahn von 1924 e. V. efter andra världskriget.
Efter WILAG:s konkurs 1949 tog cigarettfabriken Greiling över WILAG:s fabriksbyggnad som var under uppförande och tillverkade cigaretter i Grüner Hirsch. Därefter följde en Opal-strumpbyxfabrik på samma plats, varefter Transcodan, numera Codan Medizinische Geräte, började tillverka och sälja medicinska överföringssystem för engångsbruk på Grüner Hirsch.
1949 grundades tennisklubben Blau-Gold Lensahn.
Den 1 september 1952 öppnade Ostholsteins distrikts brandförsvarsförbund brandförsvarets tekniska centrum.

## Politik
Borgmästare är Michael Robien (partilös).

## Ekonomi
- Lensahn är huvudkontor för det tyska medicinteknikföretaget Codan Medizinische Geräte.
- Lensahn är säte för det tyska medicinföretaget Gynemed, ett av de ledande företagen inom reproduktionsmedicin.
- VR Bank Ostholstein Nord - Plön eG har sitt administrativa centrum i Lensahn.

## Lantbruksmuseum Museumshof Lensahn
Museet fokuserar på historiskt jordbruk och gamla hantverk. I huvudbyggnaden finns gamla jordbruksredskap och verktyg. Där finns jordbruksutrustning (1850–1960) som traktorer, skördetröskor och fältodlingsutrustning. På gårdsplanen finns en brunn från 1797 samt verktyg att prova på, t.ex. slipstenar, kvarnstenar och en bjälke för att borra igenom med muskelkraft. Alla typer av spannmål odlas, liksom tobak, senap och hampa. Gårdsträdgården och örtspiralen inbjuder till förundran. Naturstigen med över 362 olika arter av träd, buskar och 236 olika sorters gamla fruktträd på en längd av 2,4 km leder till dammar, stenträdgård och doft- och färgträdgård.

## Trafik
Lensahn ligger vid motorvägen Bundesautobahn 1 och har en trafikplats. Det finns en anslutning till Schönwalde am Bungsberg via Landstraße 57. Via Landstraße 58 finns anslutning till Bundesstraße 501 och därmed till kommunen Grömitz.
Lensahns järnvägsstation ligger i kommunen. Fram till nedläggningen av järnvägslinjen Lübeck-Puttgarden norr om Neustadt i augusti 2022 gick linje RB 85 i riktning mot Lübeck och Puttgarden. Sedan dess finns det en alternativ expressbussförbindelse till Lübeck och Fehmarn. En ny linje är under konstruktion för att ansluta Fehmarn Bält-förbindelsen, som går längs motorvägen nära Lensahn. Där ska också en ny järnvägsstation byggas.
Det finns också en bussförbindelse till stadens centrum. 

## Sport
Lensahn har friluftsbad, friluftsstadion, fotbollsplan, tennisbana och en stor idrottshall.

## Personligheter
Född i Lensahn 
- Heinrich Mölling (1825–1888), tysk politiker, överborgmästare i Kiel
- Anton Günther hertig av Oldenburg (1923–2014)
- Dorothea Maetzel-Johannsen (1886–1930), målare

 Kopplad till Lensahn 
- Julius Stinde (1841–1905), tysk journalist och författare; tillbringade en del av sin barndom i Lensahn
- Hans-Karl Freiherr von Willisen (1906–1966), ägare av företagen GEMA, MWL och WILAG i Lensahn
- Josias von Qualen (fältmarskalk), död 1586 i Gottorf. Som ärftlig herre av Koselau begravdes han i kyrkan i Lensahn.